# Campionati europei di atletica leggera 1946 - Lancio del disco femminile
Il lancio del disco femminile ai campionati europei di atletica leggera 1946 si svolse il 23 agosto 1946.

## Podio
| Oro     | Nina Dumbadze Unione Sovietica |
| Argento | Ans Niesink Paesi Bassi        |
| Bronzo  | Jadwiga Wajs Polonia           |

## Risultati
| Pos.    | Nome                 | Nazionalità      | Misura  | Note                                     |
| ------- | -------------------- | ---------------- | ------- | ---------------------------------------- |
| Oro     | Nina Dumbadze        | Unione Sovietica | 44,22 m |                                          |
| Argento | Ans Niesink          | Paesi Bassi      | 40,46 m | Miglior prestazione personale            |
| Bronzo  | Jadwiga Wajs         | Polonia          | 39,37 m |                                          |
| 4       | Gudrun Eklund        | Svezia           | 36,90 m | Miglior prestazione personale            |
| 5       | Irena Dobrzańska     | Polonia          | 36,30 m | Miglior prestazione personale            |
| 6       | Tatyana Sevryukova   | Unione Sovietica | 34,05 m |                                          |
| 7       | Helena Stachowicz    | Polonia          | 31,81 m |                                          |
| 8       | Kathleen Dyer-Tilley | Gran Bretagna    | 31,34 m | Miglior prestazione personale stagionale |